# Tauatemaku Lagoon
Die Tauatemaku Lagoon ist eine Lagune auf der Insel Ruapuke Island, die zur Region Southland von Neuseeland gehört.

## Geographie
Die Tauatemaku Lagoon befindet sich im südlichen Teil von Ruapuke Island, die rund 14 km südlich der Südküste der Südinsel von Neuseeland zu finden ist. Die Lagune, die keinen Meerzugang hat, umfasst eine Fläche von rund 4,5 Hektar und ist damit die kleinste von den vier Lagunen der Insel. Sie erstreckt sich über eine Länge von rund 360 m in Nord-Süd-Richtung und misst an ihrer breitesten Stelle rund 220 m in Ost-West-Richtung. Ihre Uferlinie umfasst eine Länge von rund 960 m. Die Lagune liegt abgetrennt vom Meer rund 85 m vom Strand entfernt.